# Ollainville (Essonne)
Ollainville is een gemeente in het Franse departement Essonne (regio Île-de-France) en telt 4.759 inwoners (2019). De plaats maakt deel uit van het arrondissement Palaiseau.

## Geografie
De oppervlakte van Ollainville bedraagt 11,3 km², de bevolkingsdichtheid is 420 inwoners per km².
Op de grens met Égly ligt het meer Étang de Trévoix met een oppervlakte van 26 ha.
De onderstaande kaart toont de ligging van Ollainville (Essonne) met de belangrijkste infrastructuur en aangrenzende gemeenten.

## Demografie
Onderstaande figuur toont het verloop van het inwonertal (bron: INSEE-tellingen).